# Торновка
Торно́вка (рос. Торновка, башк. Торновка) — присілок у складі Благовіщенського району Башкортостану, Росія. Входить до складу Ізяківської сільської ради.
До 2007 року присілок називався Ніколаєвка.
Населення — 22 особи (2010; 13 в 2002).
Національний склад:
- росіяни — 77 %